# Marsdenia velutina
Marsdenia velutina är en oleanderväxtart som beskrevs av Robert Brown. Marsdenia velutina ingår i släktet Marsdenia och familjen oleanderväxter. Inga underarter finns listade i Catalogue of Life.